# Marusia Czuraj
Marusia Czuraj (ukr. Маруся Чурай), właśc. Marija Hordijiwna Czuraj, Czurajiwna (ur. prawd. 1625 w Połtawie, zm. prawd. 1653 tamże) – na wpół legendarna ukraińska pieśniarka, kompozytorka i poetka, bohaterka legend w sztuce ukraińskiej. Przypisuje się jej autorstwo wielu znanych pieśni i dumek, np. Nie chodź, Hryciu, na wieczornicę lub Kozacy gwizdali. Przez część badaczy uważana za postać fikcyjną.

## Życie i legenda
Życiorys Marusi Czuraj nie jest potwierdzony w źródłach z epoki. Opiera się na opowieściach ludowych oraz przypisywanej jej twórczości, która miała mieć charakter autobiograficzny.
Legenda, ukształtowana przede wszystkim przez rosyjskiego dramaturga księcia Aleksandra Szachowskiego w pseudohistorycznym opowiadaniu Marusia, małorosyjska Safona z 1839 roku, wiązała jej życie z powstaniami kozackimi i miała wydźwięk antypolski (na co wpływ miał stosunek autora do powstania listopadowego).
Według tych przekazów Marusia Czuraj urodziła się w 1625 (według innych wersji w 1628 lub 1629) w Połtawie na Ukrainie, wówczas w Koronie Królestwa Polskiego (w obrębie Rzeczypospolitej Obojga Narodów) w rodzinie kozackiego setnika Hordiana. Jej ojciec miał być jednym z przywódców powstania Żmajły oraz pełnić rolę oficera w czasie powstania Ostranicy w 1638 i z tego powodu miał zostać stracony w Warszawie. Po jego śmierci Marusia zamieszkała z matką w Połtawie. Ich dom stał nad brzegiem Worskli, w pobliżu zachowanego do dziś klasztoru Podwyższenia Krzyża.
W młodości dziewczyna miała mieć wielu zalotników, w tym młodego kozaka Iwana Iskrę, ale jej wybrankiem został jej daleki krewny Hryć Bobrenko (według innych wersji był to Hryć Ostapenko), z którym później potajemnie się zaręczyła. Wraz z wybuchem powstania Chmielnickiego w 1648, Hryć wyruszył na wojnę, obiecując ukochanej powrót. Wedle przekazów, została wówczas przez Marusię ułożona dumka Zaswit wstały kozaczeńki (ukr. Засвіт встали козаченьки), opisująca pożegnanie kozaka idącego na wojnę ze swoją ukochaną i z matką, którym obiecuje, iż niebawem wróci. Dziewczyna czekała na niego cztery lata, jednak kiedy wrócił do Połtawy, nie zwracał już uwagi na Marusię. Zakochał się w kobiecie z zamożnej połtawskiej rodziny. Zdradzona dziewczyna nie mogła znieść straty i postanowiła otruć się, jednak przez przypadek truciznę wypił Hryć.
Latem 1652 sąd połtawski skazał Marusię na śmierć, jednak została ułaskawiona dzięki przywiezionemu przez Iwana Iskrę uniwersałowi Bogdana Chmielnickiego. Według legendy zwolnić on miał Marusię z aresztu ze względu na piosenki, które skomponowała. Dziewczyna udała się na pokutną pielgrzymkę do Kijowa. Wróciła do Połtawy w 1653 i zmarła w wieku 28 lat (według innych źródeł w 1652 na gruźlicę, tuż po amnestii).

## Wpływ na muzykę

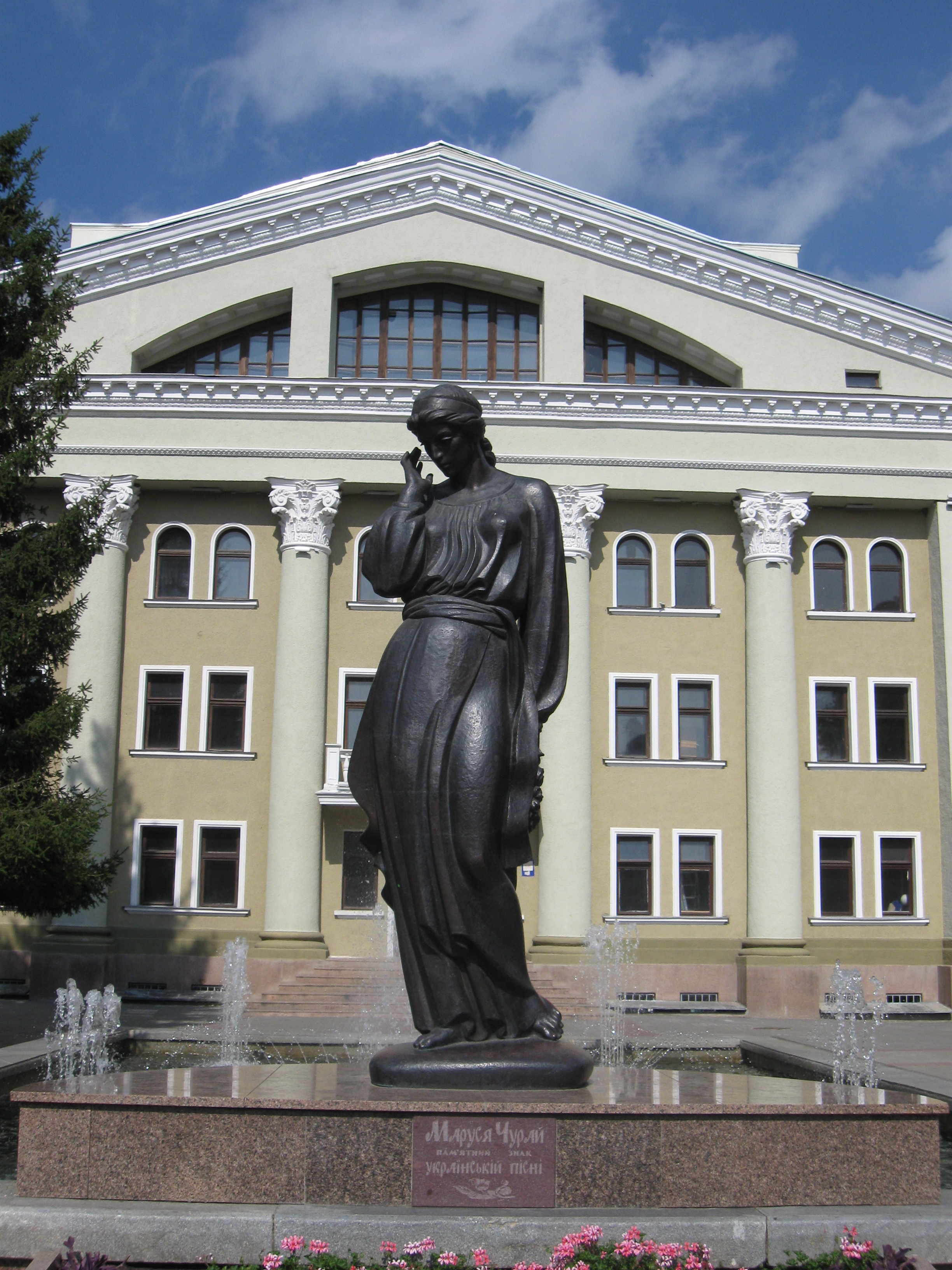
Pomnik Marusi Czuraj w Połtawie

Marusi Czuraj przypisuje się autorstwo około 20 piosenek, śpiewanych na ziemiach ukraińskich, min. Nie chodź, Hryciu, na wieczornicę (Ой, не ходи, Грицю, та й на вечорниці), Kozacy gwizdali (Засвистали козаченьки lub Засвіт встали козаченьки), Wieją wiatry (Віють вітри, віють буйні), Hryciu, Hryciu, do roboty (Грицю, Грицю, до роботи), Siedzi gołąb na brzegu (Сидить голуб на березі), Toczyły się wozy z góry (Котилися вози з гори) czy Zielony barwinku (Зелений барвіночку). Nie ma jednak pewności, czy któreś z nich są jej autorstwa. Najstarsze datuje się na koniec XVIII lub początek XIX wieku.
Najpopularniejsza dumka przypisywana Marusi to Nie chodź, Hryciu, na wieczornicę, znana też w wersji Nie chodź, Hryciu, na ulicę. Według muzykologów melodia piosenki pochodzi z jednoaktowej opery-wodewilu Kozak-wierszopis (ros. Козак-стихотворец), która miała swoją premierę w Petersburgu w maju 1812, w przededniu inwazji Napoleona na Rosję. Jej kompozytorem był Catterino Cavos, wenecki muzyk zatrudniony jako dyrygent cesarskiej opery w Petersburgu. Sama melodia została zainspirowana pieśnią kozacką z połowy XVIII wieku Jechał kozak za Dunaj (Їхав козак за Дунай) przypisywaną półlegendarnemu poecie kozackiemu Semenowi Klimowskiemu, bohaterowi opery Cavosa. Autorem libretta do opery Kozak-wierszopis był książę Aleksander Szachowski, który w 1839 roku napisał też opowiadanie o Marusi Czuraj, w którym zawarł podobne wątki (w operze to jednak nie Marusia jest poetką, ale jej narzeczony Klimowski). Wodewil nawiązujący fabułą do bitwy pod Połtawą zyskał dużą popularność i był grany na scenie do lat 30. XIX wieku.
W XIX wieku piosenka Nie chodź, Hryciu zyskała popularność zarówno na ziemiach ukraińskich, jak i za granicą. Po raz pierwszy jej tekst z tłumaczeniem na angielski ukazał się drukiem w 1816 roku. Polska wersja ukazała się w 1822 roku we Lwowie. Wojciech Sowiński w Krótkim rysie historyi muzyki w Polsce (1874) pisał w rozdziale „Dumy, dumki”, że „na Wołyniu, Podolu, Galicji, w Маłеj Polsce i Ukrainie często słychać ро wsiach głosy młodych dziewcząt powtarzających na wieczornicach ową dumkę о Hryciu”. W 1887 roku Feliks Jaroński opublikował układ pieśni na fortepian. Do melodii dumki nawiązywali tacy kompozytorzy jak Franciszek List (Ballade d’Ukraine) i Józef Władysław Krogulski (II Koncert fortepianowy, Rondo alla Kozak).
Pod koniec XIX wieku połączono melodię piosenki Nie chodź, Hryciu ze słowami pieśni z powstania styczniowego Marsz Czachowskiego znanej częściej jako Marsz Polonii lub Marsz, marsz Polonia. Pieśń ta śpiewana do melodii ukraińskiej dumki stała się jedną z polskich pieśni hymnicznych i nieoficjalnym hymnem Polonii, czyli Polaków na stałe zamieszkałych poza Polską.
W XX wieku piosenka trafiła również do Ameryki. W 1940 roku stała się popularna ze słowami Jacka Lawrence’a pod tytułem Yes, My Darling Daughter. Wykonywali ją między innymi Dinah Shore (1940), Benny Goodman z Helen Forrest (1940), Marion Hutton z orkiestrą Glenna Millera (1941) i Eydie Gorme (1962).
Według izraelskiego muzykologa Yakova Sorokera, zakończenie pierwszej frazy melodii Nie chodź, Hryciu zawiera „sygnaturę” muzyczną obecną w setkach ukraińskich piosenek ludowych od Karpat pod Kubań. Soroker nazwał tę sygnaturę „sekwencją Hrycia”. Według jego badań, na przeanalizowanych 9077 ukraińskich melodii ludowych „sekwencja Hrycia” jest obecna w 6% z nich. Sekwencja ta weszła również do muzyki klasycznej. Soroker odnalazł ją w dziełach takich kompozytorów jak Joseph Haydn (Kwartet smyczkowy no. 20, op. 9, no. 2; Kwartet smyczkowy no. 25, op. 17, no 1; Siedem Ostatnich Słów Chrystusa na Krzyżu, Rondo in D major Piano Concerto [1795], Andante i wariacje na fortepian [1793]), Luigi Boccherini (duet no. 2), Wolfgang A. Mozart (Symphonia concertante K. 364), Ludwig van Beethoven, Johann Nepomuk Hummel, Carl Maria von Weber, Franz Liszt (Ballade d’Ukraine), Felix Petyrek, Iwan Chandoszkin i inni.

## W literaturze
Motyw dziewczyny Marusi, która otruła niewiernego kochanka Hrycia oraz mówiące o tym piosenki ludowe zainspirowały wielu artystów, szczególnie w XIX wieku. Poświęcono im wiele dzieł literackich, z czego najbardziej znane to romantyczna ballada Czarownica (Чарівниця, 1834) Łewki Borowykowskiego, sztuka Czary (Чари, 1837) Kiryła Topola czy ballada Rozmaj (Розмай, 1854) Stepana Rudanskiego.
W 1839 roku ukazało się pseudohistoryczne opowiadanie Marusia, małorosyjska Safona (Маруся, малороссийская Сафо) autorstwa księcia Aleksandra Szachowskiego, w którym po raz pierwszy pojawiło się nazwisko Marusi oraz informacje biograficzne na jej temat.
Do motywów tych nawiązuje również operetka Nie chodź, Hryciu... (Ой не ходи, Грицю…) napisana w 1876 przez charkowskiego dramaturga Wołodymira Aleksandrowa, a także wodewil Michajła Staryckiego z 1890 roku pod tytułem Oj, nie chodź, Hryciu, na wieczornicę (Ой, не ходи, Грицю, та й на вечорниці), na ziemiach polskich wystawiany pod spolszczonym tytułem Oj, nie chodź, Grzesiu, na wieczornicę.
Najbardziej znaną powieścią nawiązującą do historii Marusi Czuraj jest W niedzielę rano ziele zbierała Olhy Kobylanśkiej z 1909 roku (В неділю рано зілля копалa, wyd. pol. 1981). Powstawały również dzieła starające się odtworzyć historię Marusi w oparciu o bardziej wiarygodne źródła, np. dramat Marusia Czuraj – autorka ukraińskich piosenek (Маруся Чурай, українська піснетворка, 1877) Hryhorija Borakowskiego, jednak w nich również pojawiało się wiele fantazji i domysłów autorskich.
Legendarna poetka jest również tytułową bohaterką wierszowanej powieści historycznej Marusia Czuraj (Маруся Чурай) autorstwa Liny Kostenko. Poemat czekał sześć lat na publikację i został wydany w Kijowie w 1979 roku (jego reprint ukazał się w wydawnictwie emigracyjnym w Australii). W 1987 roku Lina Kostenko otrzymała za niego najwyższą ukraińską nagrodę im. Tarasa Szewczenki. Utwór spaja dwa wątki, miłosny i kozacki, stanowiąc ważny element w budowaniu ukraińskiej tożsamości z czasach ZSRR.

## Ocena historyczna
Rosyjskie encyklopedie i słowniki z XIX i początku XX w. wspominają Marusię Czuraj jako postać autentyczną. W wielotomowym wydaniu Rosyjskiego słownika biograficznego znajduje się artykuł W. Garskiego Marusia Czuraj (tom 22, wyd. Petersburg 1905 r., s. 460), w którym przedstawiona jest jako historyczna autorka piosenek. Artykuł Garskiego odwołuje się jako do źródła min. do opowiadania Szachowskiego z 1839 roku. Jako rzeczywistą postać przedstawia ją również wcześniejszy artykuł M. Golicyna w Biograficznym słowniku rosyjskich pisarzy (wyd. Petersburg 1889, s. 271–273), który stwierdza, że była „improwizatorką ukraińskich piosenek i jedną z najlepszych śpiewaczek swoich czasów”.
Również Petro Władimirow, profesor Uniwersytetu Kijowskiego, zgadzał się z opinią, że Marusia Czuraj jest postacią historyczną. W artykule zatytułowanym Udział rosyjskich kobiet w rozwoju literatury ludowej i pierwszych rosyjskich pisarzy XVIII wieku (wyd. Kijów, 1892) zauważa on: „Nie wiemy, na ile słusznie przypisuje się jej znane pieśni małorosyjskie Wieją wiatry, gwałtowne wiatry czy Nie chodź, Hryciu, na wieczornicę itp., ale niewątpliwie Marusia Czuraj była improwizatorką niektórych małorosyjskich piosenek”.
Nowsze źródła jednak podważają historyczność tej postaci. Mychajło Wozniak, profesor Uniwersytetu Lwowskiego, w swojej Historii literatury ukraińskiej (wyd. 1920–1924) zasugerował, że twórczość pieśniarska Marusi Czuraj to wymysł fantazji, w wyniku której przypisywano jej kilka piosenek. Stało się to przypuszczalnie dopiero pod wpływem Aleksandra Szachowskiego, który w opowiadaniu Marusia, małorosyjska Safona z 1839 roku arbitralnie pchnął bohaterkę z czasów Chmielnickiego do pisania tych piosenek.
Autentyczności Marusi Czuraj próbował bronić Leonid Kaufman w Posłowiu do wydania jej piosenek z 2005 roku. Powołuje się on na odkrycie ukraińskiego radzieckiego poety Iwana Chomenki, który podczas zbierania materiałów do swojego dramatu o Marusi Czuraj natknął się w materiałach ustawodawstwa kozackiego z XV-XVII wieków na wzmiankę o jakiejś połtawskiej autorce piosenek. „To ciekawy i jak dotąd jedyny dokument potwierdzający historyczność Marusi Czuraj. Treść zdania, styl i cechy językowe dają podstawy do uznania go za prawdziwy dokument historyczny”.